# Weinmann (equip ciclista)
L'equip Weinmann va ser un equip ciclista belga que competí professionalment entre el 1989 i el 1991. No s'ha de confondre amb l'equip suís de Weinmann-La Suisse.

## Principals resultats
- Volta a Suïssa: Beat Breu (1989)
- Amstel Gold Race: Adri van der Poel (1990)
- Tour de l'Oise: Wilfried Nelissen (1991)

### A les grans voltes
- Tour de França
  - 3 participacions (1989, 1990, 1991)
  - 0 victòria d'etapa: